# Excellence
Excellence var en svensk popgrupp som slog igenom 2001 i TV-programmet Popstars i Kanal 5. Första singeln sålde platina (ca 80 000 ex) och albumet sålde guld (cirka 55 000 ex) Gruppen deltog i den svenska Melodifestivalen 2002 med melodin Last to Know, som slogs ut i "vinnarnas val". Gruppen gjorde tillsammans med Markoolio den officiella svenska låten "Vi ska vinna!" till Olympiska vinterspelen 2002 i Salt Lake City. Därefter splittrades gruppen.

## Medlemmar
- Jenny Bergfoth
- Ana Johnsson
- Johanna Landt
- Malin Olsson
- Susanna Patoleta

## Diskografi

### Album
- 2001 – The Region of Excellence  #1 (1 vecka)

### Singlar
- 2001 – Need To Know (Eenie Meenie Miny Moe)  #1 (5 veckor)Musik: FREDRIK THOMANDER, ANDERS WIKSTROM Text: FREDRIK THOMANDER, ANDERS WIKSTROM
- 2001 – Lose It All / Mama's Boy #5
- 2001 – What's Up?
- 2002 – Vi ska vinna! (Markoolio feat. Excellence) #3 (officiell OS-låt)
- 2002 – We Can Dance / Last To Know  #9